# 高山龙胆
高山龙胆（学名：Gentiana algida）为龙胆科龙胆属的植物。分布于俄罗斯、日本以及中国大陆的吉林、新疆等地，生长于海拔1,200米至5,300米的地区，多生在林下、河滩草地、山坡草地及高山冻原，目前尚未由人工引种栽培。

## 别名
苦龙胆（中国植物图鉴）